# Giulia Salemi
Giulia Salemi (Plasencia, 1 de abril de 1993) es una presentadora de televisión, conductora radiofónica, personalidad de televisión y modelo italiana de origen iraní por parte de madre.

## Biografía
Giulia Salemi nació el 1 de abril de 1993 en Plasencia, en Emilia-Romaña (Italia), de madre iraní, Fariba Tehrani y padre italiano, Mario Salemi. Estudió en la escuela secundaria de ciencias humanas y cursó estudios de economía en la Universidad Católica del Sagrado Corazón, en la sede de Plasencia; un año después decide abandonar sus estudios.

## Carrera
Giulia Salemi en 2012 realizó su primera participación televisiva, cuando participa en la cuarta edición del programa de televisión Veline. Al año siguiente participó como competidor, ganándolo, en el reality show Sweet Sardinia emitido por La5; participó con su novio Luca Bergamaschi.
El 14 de septiembre de 2014 participó en la final de Miss Italia, donde terminó en tercer lugar y obtuvo la banda nacional de Miss Sport Lotto y Miss TV Sorrisi e Canzoni. En febrero de 2015 formó parte del elenco de Leyton Orient, un programa de talentos futbolísticos conducido por Simona Ventura, transmitido por Agon Channel. En el mismo año, participó como concursante en pareja con su madre Fariba en la cuarta edición de Pechino Express, quedando en tercer lugar.
En las temporadas televisivas 2016-2017 y 2017-2018 participó como comentarista en el programa Sbandati, conducido por Gigi e Ross en Rai 2. Para la misma cadena, protagonizó junto a Giancarlo Magalli el episodio Milano-Roma - In viaggio con i Gialappa's emitido el 14 de noviembre de 2016. En el mismo año, se presentó durante el Festival de Cine de Venecia, causando gran revuelo en los medios debido a la abertura del vestido y la aparente ausencia de ropa interior. Hizo su debut como presentadora de televisión, junto con Stefano Corti y Alessandro Onnis, con el programa de televisión Ridiculousness Italia, transmitido por MTV Italia.
En 2018 participó en la tercera edición de Grande Fratello VIP con la conducción de Ilary Blasi, siendo luego eliminado en semifinales; volverá a participar de noviembre de 2020 a febrero de 2021 con motivo de la quinta edición con la conducción de Alfonso Signorini, siendo eliminada durante el episodio del 19 de febrero de 2021. En 2019 participó como competidora en el programa de Italia 1 Giù in 60 secondi - Adrenalina ad alta quota y regresó a Miss Italia como jurado con motivo de la octogésima edición del concurso, transmitido por Rai 1 el 6 de septiembre.
A principios de 2020 presentó junto con Tommaso Zorzi Adoro!, programa de entrevistas sobre La pupa e il secchione e viceversa, emitido en Mediaset Play antes de cada episodio del reality show. En el otoño del mismo año condujo el programa Disconnessi On the Road, junto a Paolo Ciavarro y Paola Di Benedetto, emitido en la tarde-noche en Italia 1. También en el mismo año publicó su primer libro editado por Mondadori Agli uomini ho sempre preferito il cioccolato.
En marzo de 2021 lanzó su primera línea de trajes de baño en colaboración con SMMR beachwear. Del 16 de abril al 21 de mayo del mismo año condujo el programa Salotto Salemi en la plataforma de streaming Mediaset Infinity. En el mismo año participó en los videoclips de los singles In un'ora de Shade y L'estate più caldo de Pierpaolo Pretelli. También fue víctima de la broma en vivo en el segundo capítulo de la decimoquinta edición del programa Scherzi a parte, emitido en Canale 5 con la conducción de Enrico Papi.
También fue elegida embajadora para el bienio 2021-2022 de la marca Primadonna y Breil, junto a Lodovica Comello, Filippo Magnini, Ignazio Moser, Leonardo Bonucci y Rosa Perrota.
Del 13 de septiembre de 2021 al 14 de marzo de 2022 fue anfitrión de la GF VIP Party junto a Gaia Zorzi en la plataforma Mediaset Infinity. En diciembre de 2021 presentó Artisti del panettone, un programa de cocina emitido por Sky Uno y en abierto por TV8. En 2022 participó de la primera edición del programa Back to School, emitido en Italia 1 con la conducción de Nicola Savino. En el mismo año participó como concursante en el Nine Stand Up! Comici in prova y participó en el segundo episodio de la tercera edición de Big Show, titulada Big Show - Enrico Papi, emitido en Canale 5 con Enrico Papi como presentador. También participó como competidor en los programas de TV8 Alessandro Borghese - Celebrity Chef con la conducción de Alessandro Borghese y Name That Tune - Indovina la canzone con la conducción de Ciro Priello y Fabio Balsamo.
Durante la semana del Festival Sanremo 2022 hizo su debut oficial en el mundo de la radio en Radio Kiss Kiss, en el papel de corresponsal especial del programa Sanremo 2022 Limited Edition; siempre en Radio Kiss Kiss, durante los dos últimos días del evento de Sanremo también presenta Il Festival del Festival, junto con Pippo Pelo y Gigi e Ross.
En junio del mismo año, durante una entrevista con Casa Chi, anunció que la segunda temporada del formato Salotto Salemi, ideado y conducido por ella misma, había sido renovada y también se transmitirá en abierto por La5 a partir de septiembre. Del 21 al 30 de julio del mismo año dirigió el Festival de Cine de Giffoni junto con Niccolò De Devitiis durante el cual artistas como Francesco Gabbani, Fasma, Dargen D'Amico, Mara Sattei, The Kolors, Shade y muchos otros se alternaron en el escenario.
Del 19 de septiembre de 2022 al 3 de abril de 2023 cubrió el rol de corresponsal de redes sociales en el estudio de la séptima edición de Grande Fratello VIP. Posteriormente condujo la segunda edición de Salotto Salemi emitido en la tarde-noche por La5. En octubre del mismo año comenzó a trabajar como locutora de radio para R101. Desde enero de 2023 ha sido promovida junto con Marco Santini para conducir Good Times, el programa de radio de R101 que se transmite de lunes a viernes de 14:00 a 17:00.
El 5 de abril del mismo año participó como competidor en el programa de juegos 100% Italia Special, un spin off del programa de juegos 100% Italia, emitido en TV8 con la conducción de Nicola Savino. El 11 de junio del mismo año presenta, junto a Gialappa's Band y Mago Forest, el cuarto episodio de GialappaShow, un programa de televisión emitido en TV8 dedicado a Gialappa's Band.

## Vida personal
Giulia Salemi en 2013 se comprometió con Luca Bergamaschi, con quien también participó en Sweet Sardinia.
De octubre de 2018 a julio de 2019 mantuvo una reparación con el modelo Francesco Monte, ambos se conocieron mientras participan en la tercera edición de Grande Fratello VIP.
Desde diciembre de 2020 se la vincula sentimentalmente con Pierpaolo Pretelli, a quién conoció dentro de la casa de Grande Fratello VIP, durante la quinta edición.

## Programas de televisión
| Año       | Título                                       | Cadeña       | Role                     |
| --------- | -------------------------------------------- | ------------ | ------------------------ |
| 2012      | Veline                                       | Canale 5     | Ella Misma / Concursante |
| 2013      | Sweet Sardinia                               | La5          | Ella Misma / Concursante |
| 2014      | Miss Italia 2014                             | La7          | Ella Misma / Concursante |
| 2015      | Leyton Orient                                | Agon Channel | La Valeta                |
| 2015      | Pechino Express - Il Nuovo Mondo             | Rai 2        | Ella Misma / Concursante |
| 2016      | Milano-Roma - In viaggio con i Gialappa's    | Rai 2        | Coanfitrión              |
| 2016-2018 | Sbandati                                     | Rai 2        | Columnista               |
| 2017      | Ridiculousness Italia                        | MTV          | Coanfitrión              |
| 2017      | MTV Awards                                   | Italia 1     | Ella Misma               |
| 2018      | Grande Fratello VIP 3                        | Canale 5     | Ella Misma / Concursante |
| 2019      | Miss Italia 2019                             | Rai 1        | Jurada                   |
| 2019      | Giù in 60 secondi - Adrenalina ad alta quota | Italia 1     | Ella Misma / Concursante |
| 2020      | Disconnessi on the Road                      | Italia 1     | Coanfitrión              |
| 2020-2021 | Grande Fratello VIP 5                        | Canale 5     | Ella Misma / Concursante |
| 2021      | Scherzi a parte 15                           | Canale 5     | Víctima                  |
| 2021      | Artisti del panettone                        | Sky Uno      | Conductora               |
| 2022      | Back to School 1                             | Italia 1     | Ella Misma / Concursante |
| 2022      | Big Show - Enrico Papi                       | Canale 5     | Estrellas invitadas      |
| 2022      | Alessandro Borghese - Celebrity Chef 1       | TV8          | Ella Misma / Concursante |
| 2022      | Name That Tune - Indovina la canzone         | TV8          | Ella Misma / Concursante |
| 2022      | 52° Giffoni Film Festival                    | Italia 1     | Conductora               |
| 2022      | Salotto Salemi                               | La5          | Conductora               |
| 2022-2023 | Grande Fratello VIP 7                        | Canale 5     | Enviada social           |
| 2023      | 100% Italia Special                          | TV8          | Ella Misma / Concursante |
| 2023      | GialappaShow                                 | TV8          | Coanfitrión              |
| 2023      | Ex on the Beach Italia                       | MTV Italia   | Presentadora             |

## Televisión web
| Año       | Título         | Plataforma        | Role        |
| --------- | -------------- | ----------------- | ----------- |
| 2020      | Adoro!         | Mediaset Play     | Coanfitrión |
| 2021      | Salotto Salemi | Mediaset Infinity | Conductora  |
| 2021-2022 | GF VIP Party   | Mediaset Infinity | Coanfitrión |

## Radio
| Año  | Título                       | Cadeña          | Role        |
| ---- | ---------------------------- | --------------- | ----------- |
| 2022 | Sanremo 2022 Limited Edition | Radio Kiss Kiss | Coanfitrión |
| 2022 | Enjoy the Weekend            | R101            | Conductora  |
| 2023 | Good Times                   | R101            | Conductora  |
| 2023 | Oltre il Festival            | R101            | Conductora  |

## Filmografía

### Actriz

#### Cine
| Año  | Título                           | Personaje | Director  |
| ---- | -------------------------------- | --------- | --------- |
| 2017 | La verità, vi spiego, sull'amore | Cleopatra | Max Croci |

#### Videoclips
| Año  | Título             | Artista                            |
| ---- | ------------------ | ---------------------------------- |
| 2014 | L'importante       | Boomdabash, feat. Otto Ohm         |
| 2018 | Dress Code         | Il Pagante                         |
| 2021 | L'estate più calda | Pierpaolo Pretelli, feat. Giorgina |

## Obras
- Salemi, Giulia (2020). Agli uomini ho sempre preferito il cioccolato. ISBN 978-88-918-2902-3.